# Двадцатый век (фильм, 1934)
«Двадцатый век» (англ. Twentieth Century) — классическая эксцентрическая кинокомедия Говарда Хоукса, вышедшая в 1934 году. Фильм является адаптацией одноимённой пьесы Чарльза Макартура и Бена Хекта. В 2011 году внесена в Национальный реестр фильмов США.

## Сюжет
Крупный бродвейский импресарио Оскар Джаффе берёт на главную роль в новую пьесу неизвестную модель Милдред Плотка. Изматывающими репетициями Оскар превращает её в актрису Лили Гарленд. Премьера и дебютантка имеют огромный успех. В течение 3-х лет их творческий союз производит ещё три хита. Затем Лили пытается закончить их профессиональные и личные отношения, устав от тотального контроля над ней. Оскар обещает больше ей доверять, а сам вместо этого нанимает частного детектива для слежки за Лили, вплоть до прослушивания её телефонных разговоров. Узнав обо всём, Лили уезжает в Голливуд, где становится кинозвездой.
Без Лили спектакли Оскара один за другим терпят неудачу. После очередного провала в Чикаго Оскар вынужден, изменив внешность, сесть на экспресс «Двадцатый век» до Нью-Йорка, чтобы не быть упечённым в тюрьму кредиторами. По случайности в том же экспрессе оказывается Лили Гарленд.

## В ролях
- Джон Берримор — Оскар Джаффе
- Кэрол Ломбард — Лили Гарленд (Милдред Плотка)
- Уолтер Коннолли — Оливер Уэбб
- Роско Карнс — Оуэн О’Молли
- Ральф Форбс — Джордж Смит
- Чарльз Лэйн — Макс Джейкобс
- Этьен Жирардо — Мэтью Дж. Кларк